# Sailaitang (häradshuvudort i Kina, Qinghai Sheng, lat 32,94, long 100,74)
Sailaitang (kinesiska: 赛来塘, 赛来塘镇, 斑玛, 斑玛县) är en häradshuvudort i Kina. Den ligger i provinsen Qinghai, i den nordvästra delen av landet, omkring 420 kilometer söder om provinshuvudstaden Xining. Antalet invånare är 6 907. Befolkningen består av 3 296 kvinnor och 3 611 män. Barn under 15 år utgör 27,0 %, vuxna 15-64 år 68 %, och äldre över 65 år 4,0 %.
Runt Sailaitang är det mycket glesbefolkat, med 2 invånare per kvadratkilometer. Sailaitang är det största samhället i trakten. Trakten runt Sailaitang består i huvudsak av gräsmarker.
Genomsnittlig årsnederbörd är 830 millimeter. Den regnigaste månaden är juli, med i genomsnitt 180 mm nederbörd, och den torraste är december, med 3 mm nederbörd.